# Małkowice (Opole)
Pour les articles homonymes, voir Małkowice.
Małkowice est une localité polonaise du gmina de Głogówek, située dans le powiat de Prudnik (voïvodie d'Opole).